# Qiwam ad-Dawla
Abû al-Fawâris Qiwâm ad-Dawla (Soutien de l'empire) est né en 1000. Il est le fils de l'émir bouyide d'Irak et du Fars Bahâ' ad-Dawla Fîrûz. Il devient gouverneur du Kermân en 1012 à la mort de son père en 1012. Il meurt en 1028, son neveu `Imâd ad-Dîn Marzubân lui succède.

## Biographie
Bahâ' ad-Dawla décède le 22 décembre 1012, il laisse quatre fils :
- Fannâ Khusraw qui lui succède comme émir d'Irak et du Fars avec le titre de Sultan ad-Dawla (Sultan de l'empire). :
- Chirzîl est nommé gouverneur de Bassora avec le titre de Jalâl ad-Dawla (Splendeur de l'empire).
- Abû al-Fawâris est nommé gouverneur du Kermân avec le titre de Qiwâm ad-Dawla (Soutien de l'empire) .
- Hasan est nommé gouverneur de l'Irak avec le titre de Mucharrif ad-Dawla (Noblesse de l'empire).

Sultan ad-Dawla part immédiatement pour Chiraz où il réside ensuite. En 1018, Sultan ad-Dawla fait le voyage vers l'Irak pour tenter de négocier avec les émirs de Mossoul. Qiwâm ad-Dawla profite de l'absence de Sultan ad-Dawla pour envahir le Fars avec l'aide des Ghaznavides. Cette attaque échoue mais marque encore plus la division des Bouyides. Après avoir repoussé l'attaque de Qiwâm ad-Dawla, Sultan ad-Dawla retourne en Irak dans le but d'y consolider son autorité.
Sultan ad-Dawla décède en décembre 1024. Son fils Abû Kâlîjâr `Imâd ad-Din Marzubân lui succède comme émir du Fars et du Khuzestân. Il n'a alors que seize ans. Qiwâm ad-Dawla souverain du Kermân lui conteste son titre. La paix est signée contre le paiement par `Imâd ad-Dîn d'un tribut à son oncle. 
En mai 1025, le frère cadet de Qiwâm ad-Dawla et l'émir d'Irak, Mucharrif ad-Dawla décède. Sa succession est difficile car il n'a pas de fils. Son plus jeune frère Jalâl ad-Dawla Chirzîl est gouverneur de Bassora, son neveu, `Imâd ad-Dîn règne sur le Fars. Jalâl ad-Dawla est désigné comme successeur. En revanche, les chefs militaires soutiennent `Imâd ad-Dîn qui est empêché d'entrer en Irak par Qiwâm ad-Dawla. 
En 1028, Qiwâm ad-Dawla décède. Peut-être a-t-il été empoisonné. `Imâd ad-Dîn annexe le Kermân à ses territoires.